# Dietrich von Choltitz
Dietrich Hugo Hermann von Choltitz (Wiese-Gräflich, 9 novembre 1894 – Baden-Baden, 4 novembre 1966) è stato un generale tedesco.
Ufficiale della Wehrmacht preparato e capace, si distinse durante la seconda guerra mondiale in particolare sul Fronte orientale dove al comando di reparti di fanteria ottenne brillanti successi negli assalti alle posizioni fortificate sovietiche nell'assedio di Sebastopoli. Passato al comando di unità corazzate, partecipò, agli ordini del feldmaresciallo Erich von Manstein, a molte battaglie sul fronte dell'est.
Trasferito sul Fronte occidentale, guidò un corpo d'armata nel corso della battaglia di Normandia, prima di essere nominato  personalmente da Adolf Hitler, Governatore di Parigi durante gli ultimi giorni dell'occupazione nazista della città; divenne famoso in questa circostanza per aver disobbedito all'ordine di Hitler di radere al suolo Parigi.

## Biografia

### I primi anni

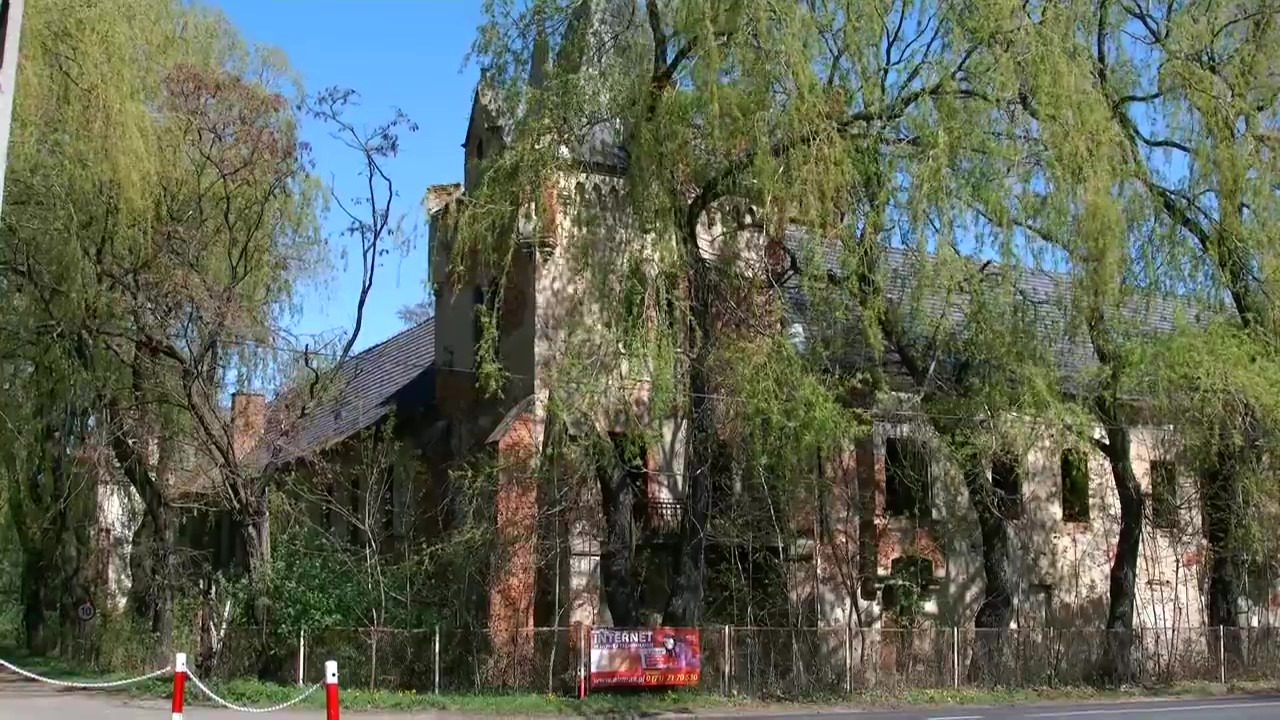
Le rovine del castello di Łąka Prudnicka dove nacque Dietrich von Choltitz

Dietrich Hugo Hermann von Choltitz nacque il 9 novembre 1894 nella residenza della sua famiglia, il castello di Gräflich Wiese (attuale Łąka Prudnicka, Polonia) nell'allora provincia tedesca della Slesia. Era figlio di Hans von Choltitz (1865–1935), maggiore dell'esercito prussiano, e di sua moglie Gertrud von Rosenberg. Aveva due fratelli, Hans e Job. Suo padre era membro di una famiglia nobile di origini moravo-slesiane e suo zio Hermann von Choltitz era stato governatore del landkreis di Neustadt dal 1907 al 1920. La sua famiglia era inoltre proprietaria della grande foresta che si estendeva tra Prudnik e Niemysłowice.
Nel 1907 Dietrich von Choltitz entrò come cadetto nella scuola militare di Dresda.

### La carriera

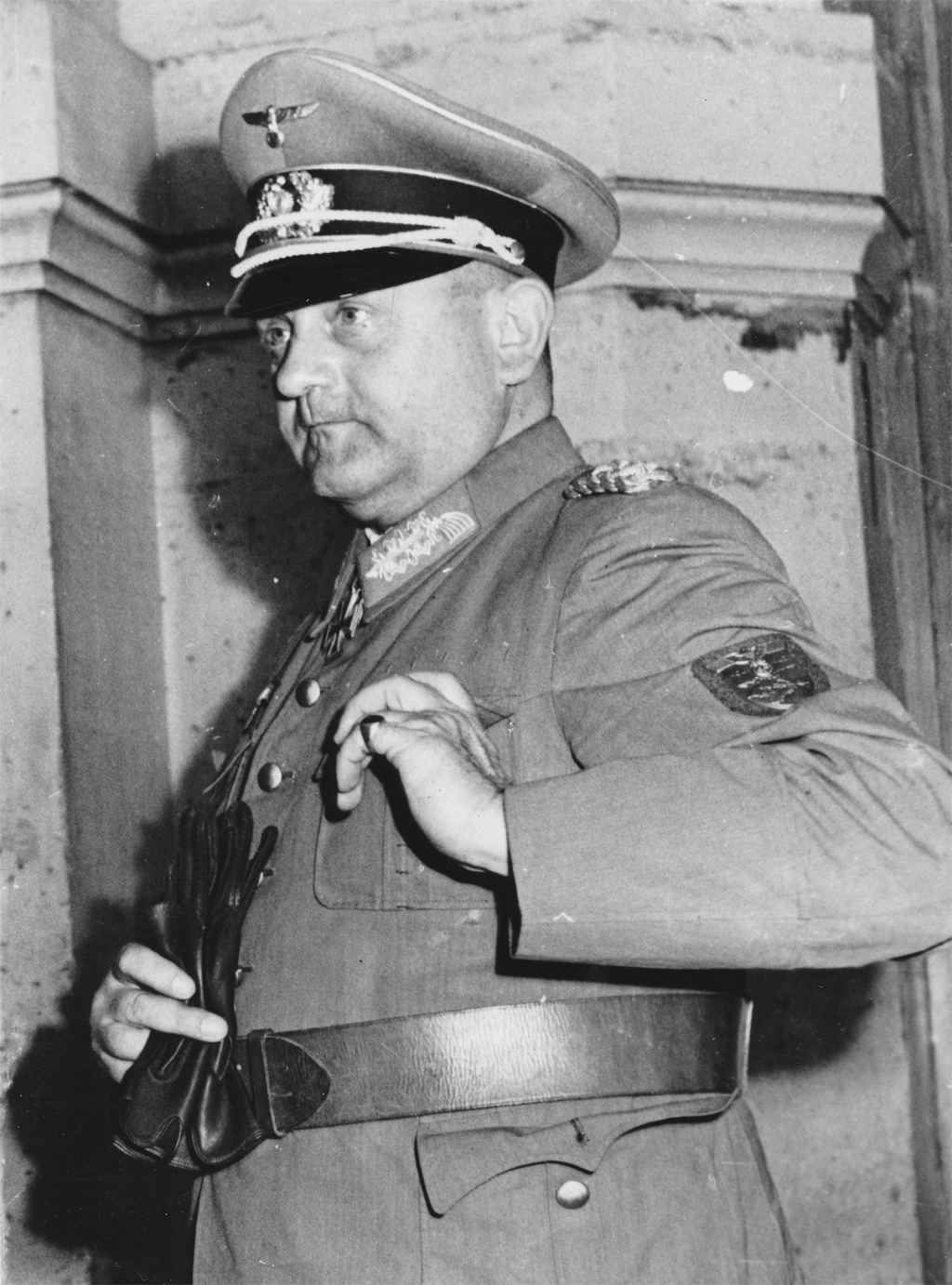
Il generale von Choltitz; sul braccio sinistro della giubba visibile lo scudo di Crimea.

Nel corso della prima guerra mondiale von Choltitz prestò servizio sul fronte occidentale ove conseguì il grado di tenente. Rimase nel Reichswehr durante la Repubblica di Weimar, divenendo capitano di cavalleria nel 1929. Successivamente egli divenne comandante del 3º Battaglione Luftlande-Infanterieregiment 16, prima come maggiore e dal 1938 come tenente-colonnello.
Nella seconda guerra mondiale il battaglione di von Choltitz venne utilizzato dapprima nella campagna d'invasione della Polonia e poi per l'occupazione di Rotterdam via aerea nel 1940 (fatto che gli valse la medaglia di cavaliere della Croce di Ferro). Nel settembre del 1940 divenne comandante dell'intero reggimento e dal 1941 venne promosso al grado di colonnello.
Nella guerra contro l'Unione Sovietica, il reggimento di von Choltitz venne dispiegato nell'area del Dniepr ed utilizzato durante l'assedio di Sebastopoli nel giugno del 1942, subendo perdite gravissime. Nello stesso anno egli divenne maggior generale e nel 1943 tenente-generale. I suoi posti di comando includevano anche il ruolo di comandante della 260ª Divisione di fanteria nonché quello di comandante del 48º Panzerkorp. Sotto il comando di Erich von Manstein, prese parte alla battaglia di Kursk.
Dal marzo 1944 prestò servizio in Italia e dal giugno di quello stesso anno venne trasferito sul fronte occidentale. Dal 20 giugno al 28 luglio del 1944, comandò l'84º corpo d'armata impegnato in Normandia, succedendo al generale Marcks morto in combattimento. Prese residenza dapprima a Coutances e poi a Ouville, ma le forze che aveva a disposizione apparivano pesantemente demotivate ben sapendo che avrebbero dovuto fronteggiare preponderanti forze nemiche.

### Governatore di Parigi

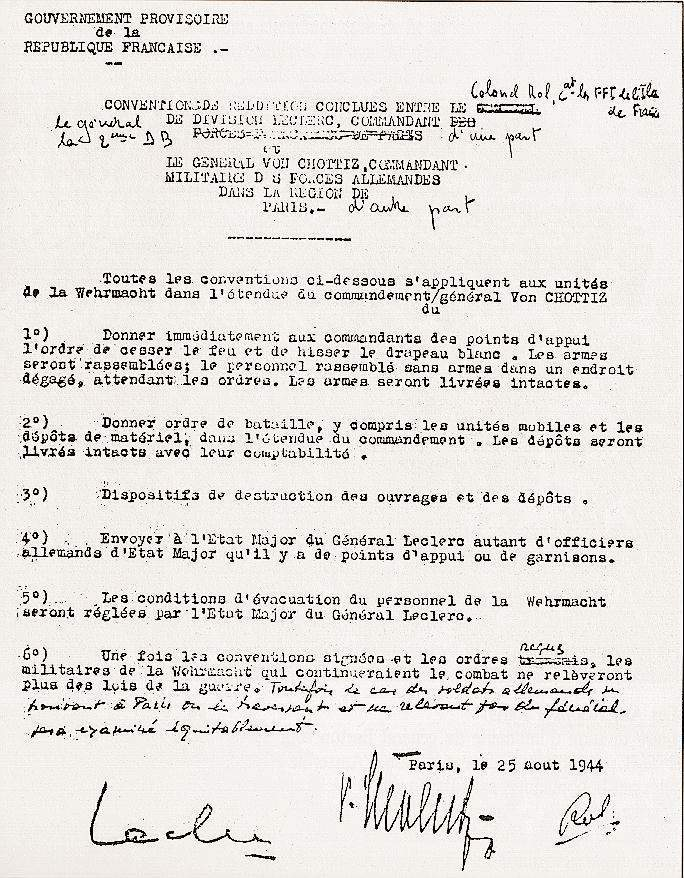
La capitolazione di Parigi firmata dal generale tedesco von Choltitz, dal generale francese Leclerc e controfirmata dal colonnello Rol-Tanguy

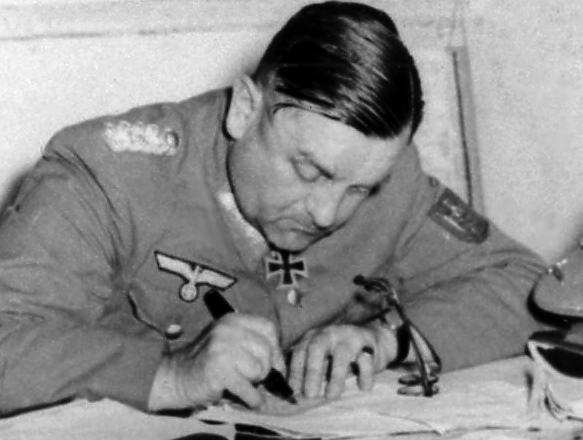
Il generale von Choltitz firma la capitolazione di Parigi

Il 1º agosto 1944, von Choltitz venne promosso al rango di Generale di Fanteria ed il 7 agosto divenne Governatore militare della città di Parigi in sostituzione del generale Carl-Heinrich von Stülpnagel arrestato per alto tradimento. Egli giunse in città il 9 agosto, prendendo residenza presso l'Hotel Meurice, su Rue de Rivoli, proprio davanti al giardino delle Tuileries. Nei successivi 16 giorni di durata dell'occupazione nazista della città, egli disobbedì a molti degli ordini di Adolf Hitler il quale gli aveva intimato di distruggere la città prima che tornasse nelle mani degli Alleati e che per tale scopo gli aveva fornito l'esplosivo necessario per far saltare i principali monumenti della città. Già dal 15 agosto, del resto, la polizia di Parigi si pose in sciopero per protesta contro gli occupanti tedeschi e dal 19 agosto successivo vi fu un'insurrezione generale guidata dal partito comunista francese. La guarnigione tedesca agli ordini di Choltitz era composta da troppi pochi uomini per cercare di schiacciare la rivolta e pertanto essi persero il controllo di molti uffici pubblici nel giro di pochi giorni, oltre a ritrovarsi bloccate le principali strade e innumerevoli danni ai veicoli tedeschi. Con l'aiuto del console generale svedese a Parigi, Raoul Nordling, venne sottoscritto un cessate il fuoco il 20 agosto, ma molti gruppi di resistenza non lo accettarono ed il giorno successivo proseguirono altre schermaglie.
Von Choltitz, per preservare la città di Parigi che amava e rispettava e di cui conosceva bene le tradizioni e la storia, venne anche a patti con le locali forze partigiane di liberazione, pur continuando a mantenere con forza l'occupazione nazista. Egli, assieme ai 17.000 uomini del suo comando, si dovettero infine arrendere al generale francese Philippe Leclerc de Hauteclocque ed al capo della resistenza Henri Rol-Tanguy a Gare Montparnasse il 25 agosto 1944. Per essersi rifiutato di obbedire agli ordini di Hitler e per aver preservato la città, von Choltitz venne visto da molti parigini come il salvatore della città.
Quando Hitler seppe della resa di von Choltitz, ordinò un bombardamento sulla città da parte della Luftwaffe il 26 agosto ed il lancio di alcuni razzi V2 dal Belgio che causarono comunque pesanti danni alla capitale francese.

### Prigionia e ultimi anni

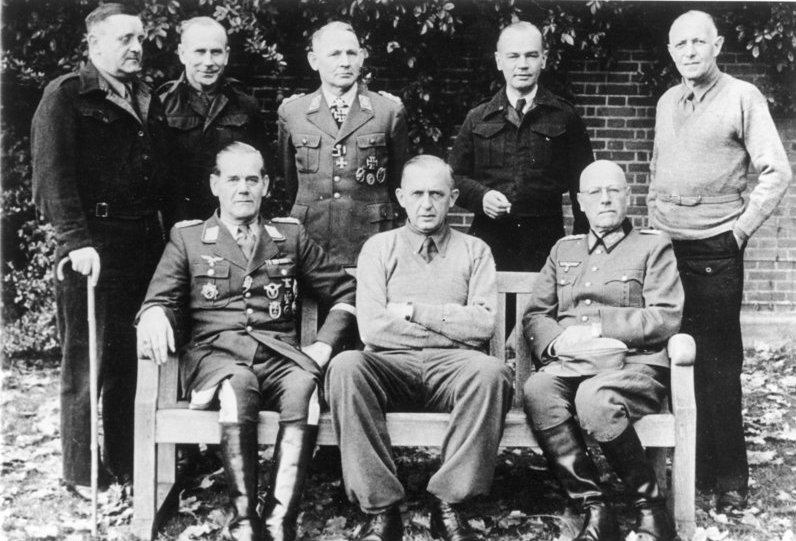
Dietrich von Choltitz (in alto a sinistra, in piedi), durante il periodo di prigionia a Trent Park con altri ex ufficiali tedeschi

Dopo la sconfitta, von Choltitz venne tenuto prigioniero per un certo periodo a Trent Park, a nord di Londra, un campo di prigionia per ufficiali tedeschi. Di nascosto, durante la sua reclusione, venne fatta una registrazione di un suo discorso con altri compagni prigionieri nei quali ammetteva le proprie colpe.
Dopo un breve periodo a Camp Clinton, nel Mississippi, venne rilasciato dalla prigionia nel 1947. Dietrich von Choltitz morì nel novembre del 1966 per una vecchia ferita di guerra nell'ospedale cittadino di Baden-Baden. Venne sepolto nel cimitero della città alla presenza delle più alte autorità francesi che gli riconobbero i meriti di "salvatore della città di Parigi".

## Cinematografia
Dietrich von Choltitz venne interpretato dall'attore tedesco Gert Fröbe nel film Parigi brucia?, una produzione franco-americana sulla liberazione di Parigi, inoltre dall'attore francese Niels Arestrup nel film Diplomacy - Una notte per salvare Parigi, produzione franco-tedesca sullo stesso tema.